# Looking Glass (chef amérindien)
Pour les articles homonymes, voir Looking Glass.
Looking Glass (Allalimya Takanin) est un chef de guerre de la tribu des Nez-Percés né vers 1823 ou 1832 et mort le 5 octobre 1877. En 1877, il participe à la guerre des Nez-Percés aux côtés de Chef Joseph. Alors qu'ils se retirent vers le Canada, ils sont attaqués par l'armée des États-Unis lancée à leur poursuite et Looking Glass est tué le 5 octobre.

## Biographie
Né vers 1823 ou 1832, Allalimya Takanin est le fils d'Apash Wyakaikt, chef du groupe des Alpowais et déjà surnommé « Looking Glass » par les Blancs à cause d'une tête de flèche en silex ou d'un petit miroir porté autour de son cou. À la mort de son père en janvier 1863, Allalimya Takanin se retrouve à la tête du groupe des Alpowais et hérite du surnom de son père.
Reconnu pour sa bravoure et ses qualités de meneur, il combat en 1874 aux côtés des Crows contre les Sioux le long de la rivière Yellowstone dans le Montana.

### Guerre des Nez-Percés
Bien que s'étant opposé au traité de 1863 dans lequel les Nez-Percés abandonnent une grande partie de leurs terres ancestrales, Looking Glass refuse de se joindre aux factions hostiles d'Amérindiens lorsqu'éclate la guerre des Nez-Percés en juin 1877. Cependant, le général Oliver O. Howard, se fiant à des rapports indiquant qu'il constituerait une menace, donne l'ordre de l'arrêter ainsi que son groupe et le 1er juillet 1877, deux compagnies de cavalerie américaines menées par le capitaine Stephen G. Whipple attaquent le camp de Looking Glass. Furieux contre les Américains pour ce qu'il considère comme une traîtrise, Looking Glass décide de se joindre aux autres groupes de Nez-Percés hostiles, compliquant la tâche de l'armée américaine.
Looking Glass persuade alors les autres chefs Nez-Percés de fuir vers l'est, à travers les monts Bitterroot. En raison de son expérience, Looking Glass devient peut-être le chef militaire le plus important des Nez-Percés mais il perd de son prestige après avoir laissé l'armée américaine les surprendre à la bataille de Big Hole. Son espoir de trouver refuge auprès des Crows dans le Montana se révèle également vain. Les Nez-Percés décident alors de chercher refuge au Canada mais le 29 septembre 1877, ils sont encerclés par l'armée américaine dans les monts Bear Paw (en), à quelques kilomètres de la frontière. Looking Glass est tué le 5 octobre, à la fin de la bataille de Bear Paw, par le tir d'un éclaireur cheyenne employé par l'armée américaine.